# 이효조
이효조(李孝祖) : 1420년 전후(생년일 미상) ~ 몰년일 미상. 조선의 문신. 본관은 덕수(德水) 행직은 봉례(奉禮)이다. 통훈대부 통례원봉례. 조부는 판사재시사(判司宰寺事)를 지낸 이공진(李公晉)이며 대제학과 영중추부사를 역임한 정정공 이변(李邊)의 장남이자 참의공 이거(李琚)의 아버지이며, 충무공 이순신(李舜臣)의 고조부이다.

## 생애
- 생몰년도는 알려지지 않았다.(생년은 1420년 전후로 추정된다.)
- 세종 10년(1428.10) 조부이신 통의대부 사재시사 의정공 이공진(李公晉)이 별세하다.
- 세종 17년(1435.8) 조모이신 증 정경부인 초계정씨(草溪鄭氏)가 별세하다.
- 세조 원년(1455) 궁궐 내의 재정, 물품담당아문에 배치되어 전곡, 비품 등의 출납실무를 담당하는 직장(종7품)을 지내다.
- 세조 원년 삼등 수충좌익공신(三等 輸忠佐翼功臣)에 녹훈되다.[1]
- 연도미상 통훈대부(정3품 당하관)으로 국가의 의식을 맡아보던 통례원의 정4품 봉례를 역임하다.
- 세조 7년(1461.9) 어머니인 정경부인 양성이씨(陽城李氏)가 별세하다.
- 성종 4년(1473.10) 아버지인 영중추부사 이변이 별세하다
- 묘는 합장으로 서울 봉천동 탑곡 정정공 묘소 동쪽에 해좌하여 표석이 있다.
- 배위는 숙인 행주기씨로 부는 진사 기자환으로 사헌부 지평 기중수의 증손이다. 외조부는 첨중수 진주 류균이다.
- 슬하에 1남 통정대부 병조참의를 역임하신 이거(李琚)와 2녀가 있다. 여식 중 장녀는 사섬시주부(司贍寺主簿) 윤준정(尹俊丁)과 혼인하였다.

## 평가
대제학과 영중추부사를 역임한 정정공 이변(李邊)의 장남이자 참의공 이거(李琚)의 아버지이며, 충무공 이순신(李舜臣)의 고조부인 것을 제외하고 자세한 사항은 알려진 바 없다.
세조 원년 삼등 수충좌익공신(三等 輸忠佐翼功臣)에 녹훈되다.

## 가족관계
- 증조부 : 이현(李玄), 증 숭정대부 의정부 좌찬성
  - 조부 : 이공진(李公晉), 통의대부 사재시사
  - 조모 : 증 정경부인 초계정씨(草溪鄭氏, 보승별장 정광조의 딸)
    - 부 : 이변(李邊, 1391년 - 1473년)
    - 모 : 정경부인 양성이씨(陽城李氏, 순찰사 이현신의 딸)
      - 본인 : 이효조(李孝祖), 통훈대부 통례원 봉례.
      - 부인 : 숙인 행주 기씨(幸州奇氏, 진사 기자환(奇自煥)의 딸)
        - 장남 : 이거(李琚) :통정대부 병조참의.
        - 자부 : 숙부인 임피 진씨(臨陂陳氏, 현령 진세번의 딸)

      - 동생 : 이효종(李孝宗), 통훈대부 황주판관.
      - 제수 : 숙인 성양박씨(成陽朴氏, 봉례 박분의 딸)

## 문헌
孝祖 通訓大夫通禮院奉禮 墓서울奉天洞塔谷貞靖公墓東麓亥坐 有表石 配淑人幸州奇氏 父進士自煥 持平仲修曾孫 外祖僉中樞晋州柳均 墓袝